# Jon Michael Hill
Jon Michael Hill (Waukegan, 28 juli 1985) is een Amerikaans acteur.

## Biografie
Hill werd geboren in Waukegan, en tijdens de high school was hij actief in American football en het spelen van de Saxofoon voordat hij begon met acteren. Hij nam deel aan een zomeropleiding drama aan de Northwestern-universiteit in Chicago. Hij haalde zijn bachelor of fine arts aan de Universiteit van Illinois in Illinois. Tijdens zijn tijd op de universiteit begon hij met acteren in het theater. Zo heeft hij onder andere gespeeld in King Lear en Ain't Misbehavin'.
Hill begon in 2007 met acteren in de korte film The Last Stain, waarna hij nog meerdere rollen speelde in films en televisieseries. Hij is vooral bekend van zijn rol als rechercheur Marcus Bell in de televisieserie Elementary waar hij in 153 afleveringen speelde (2012-2019).

## Filmografie

### Films
Uitgezonderd korte films.
- 2018 Widows - als Eerwaarde Wheeler
- 2018 Pass Over - als Moses
- 2016 No Pay, Nudity - als nieuwe jongen
- 2016 In the Radiant City - als Richard Gonzalez
- 2011 Falling Overnight - als Troy

### Televisieseries
Uitgezonderd eenmalige gastrollen.
- 2024 A Man in Full - als Conrad Hensley - 6 afl.
- 2022-2023 61st Street - als pastor Richards - 9 afl.
- 2012-2019 Elementary - als rechercheur Marcus Bell - 153 afl.
- 2012 Eastbound & Down - als ?? - 6 afl.
- 2010-2011 Detroit 1-8-7 - als rechercheur Damon Washington - 18 afl.

- Gemeinsame Normdatei: 1212056795
- International Standard Name Identifier: 0000 0004 2068 2520
- Library of Congress Control Number: no2013133951
- Nederlandse Thesaurus van Auteursnamen: 392195402
- Virtual International Authority File: 305458388
- WorldCat: E39PBJxrQHjYbkwqwrkBgcwKVC